# UTOPIE
UTOPIE（ゆとぴー）は2019年に結成された河村康輔とYOSHIROTTENを中心とした即席アートグループ 。コラージュアーティストとして、紙や印刷物を主に扱う河村と、グラフィックアーティストとして、コンピューターグラフィクスを通して制作するYOSHIROTTENを主なメンバーとするUTOPIEでは、切り取られた既存のイメージを自由な発想で組み合わせ、それぞれの生み出したイメージを互いの手によってremixする制作活動を行なう。

## 活動
L'ATELIER
2019年3月30日ー4月7日まで開催のランバン オン ブルーが提供する展覧会『L'ATELIER』にて、作品 UTP-01から06を発表。記念すべき初作品シリーズでは、1970年代にパリを中心に結成された伝説的ハードコアグラフィック集団「BAZOOKA」を取り上げる。パリを訪れ、BAZOOKAのメンバーであるKiki PicassoとBernard Vidalと行った3時間に及ぶセッションを元に制作された6点から成る本作は、当時BAZOOKAによって出版されたZineがリミックスされている。

UTOPIE×LIVIE’S 501 DAY
5月20日はリーバイス®による世界初のジーンズが誕生した日。そこから生まれた全てのジーンズ原点「501®」とのコラーボレーションアイテムとしてワッペンを制作。

UNION SODA 2nd Anniversary Series
2019年5月3日 初となるUTOPIE GIGを行う。YOSHIROTTENが様々なレコードやWAV音源をサウンドコラージュし河村がリアルタイムでコラージュ制作を行うスタイル。使用するのは２人のアートワークや現地で調達した古本、実際に使用したレコードのジャケット。60分に及ぶライブで１作品(UTP-9)が完成する。初のGIG開催の場となった、UNIONSODA (福岡)の会場には300人近くのオーディエンスが集まった。

## 展覧会・イベント
- 2019年「L'ATELIER」the corner (東京)[2]
- 2019年「501®︎ DAY WE ARE ALL COLLABORATORS Tailor Pop up」(福岡、東京、広島)[3]
- 2019年「UNION SODA 2nd Anniversary Series」（福岡）